# Effodeildin 2014
O Campeonato Faroês de Futebol de 2014 – ou Effodeildin 2014 por razões de patrocínio – foi a 72ª edição da principal divisão do futebol faroês, e a 10ª no formato atual. O Havnar Bóltfelag era o atual campeão, tendo ganho seu 22º campeonato na temporada passada.

## Formato
A Effodeildin será disputada por 10 times em 3 turnos. O campeão será aquele que obtiver mais pontos ao final do campeonato. Em caso de empate no número de pontos, os critérios de desempate são: saldo de gols, gols marcados ou uma decisão em campo neutro.

## Participantes
| Equipe      | Cidade       | Em 2013       | Estádio          | Capacidade | Títulos |
| ----------- | ------------ | ------------- | ---------------- | ---------- | ------- |
| AB          | Argir        | 7º            | Blue Water Arena | 2 000      | 0       |
| B36         | Tórshavn     | 3º            | Gundadalur       | 5 000      | 9       |
| B68         | Toftir       | 1º (1. deild) | Svangaskarð      | 6 000      | 3       |
| EB/Streymur | Streymnes    | 5º            | Við Margáir      | 1 000      | 2       |
| HB          | Tórshavn     | 1º            | Gundadalur       | 5 000      | 22      |
| ÍF          | Fuglafjørður | 2º            | Í Fløtugerði     | 3 000      | 1       |
| KÍ          | Klaksvík     | 8º            | Við Djúpumýrar   | 3 000      | 17      |
| NSÍ         | Runavík      | 4º            | Við Løkin        | 2 000      | 1       |
| Skála       | Skála        | 2º (1. deild) | Undir Mýruhjalla | 2 000      | 0       |
| Víkingur    | Norðragøta   | 6º            | Sarpugerði       | 3 000      | 0       |

## Classificação
Atualizada em 29 de novembro de 2014.
| Pos. | Time        | Pts. | J  | V  | E  | D  | Gols  | Classificação ou Rebaixamento        |
| ---- | ----------- | ---- | -- | -- | -- | -- | ----- | ------------------------------------ |
| 1    | B36         | 61   | 27 | 19 | 4  | 4  | 53–25 | Liga dos Campeões da UEFA de 2015–16 |
| 2    | HB          | 60   | 27 | 18 | 6  | 3  | 59–20 | Liga Europa da UEFA de 2015–16       |
| 3    | Víkingur    | 49   | 27 | 13 | 10 | 4  | 60–30 | Liga Europa da UEFA de 2015–16       |
| 4    | NSÍ         | 40   | 27 | 12 | 4  | 11 | 53–42 | Liga Europa da UEFA de 2015–16       |
| 5    | EB/Streymur | 40   | 27 | 11 | 7  | 9  | 41–33 |                                      |
| 6    | KÍ          | 36   | 27 | 10 | 6  | 11 | 41–38 |                                      |
| 7    | ÍF          | 28   | 27 | 7  | 7  | 13 | 36–52 |                                      |
| 8    | AB          | 25   | 27 | 6  | 7  | 14 | 30–61 |                                      |
| 9    | Skála       | 17   | 27 | 3  | 8  | 16 | 19–54 | 1. deild 2015                        |
| 10   | B68         | 17   | 27 | 4  | 5  | 18 | 23–60 | 1. deild 2015                        |

Víkingur classificado para a Liga Europa da UEFA de 2015–16 por vencer a Copa das Ilhas Faroe de 2014.

## Resultados
|             | AB  | B36 | B68 | EB/S | HB  | ÍF  | KÍ  | NSÍ | SKÁ | VÍK |
| ----------- | --- | --- | --- | ---- | --- | --- | --- | --- | --- | --- |
| AB          | —   | 1–2 | 3–2 | 2–2  | 0–3 | 2–0 | 1–1 | 0–7 | 1–1 | 0–3 |
| B36         | 1–1 | —   | 3–0 | 3–1  | 1–1 | 1–0 | 2–1 | 1–0 | 2–0 | 2–2 |
| B68         | 3–2 | 2–4 | —   | 1–1  | 0–4 | 1–1 | 5–3 | 0–2 | 0–0 | 1–3 |
| EB/Streymur | 5–0 | 1–0 | 3–0 | —    | 1–1 | 1–2 | 3–1 | 0–0 | 3–0 | 2–3 |
| HB          | 1–2 | 2–2 | 6–0 | 1–2  | —   | 3–1 | 2–0 | 4–1 | 2–0 | 2–2 |
| ÍF          | 1–4 | 2–5 | 3–0 | 3–0  | 2–2 | —   | 1–3 | 2–1 | 1–0 | 2–2 |
| KÍ          | 4–1 | 1–3 | 0–0 | 3–1  | 1–2 | 4–0 | —   | 2–2 | 1–0 | 1–0 |
| NSÍ         | 3–0 | 0–1 | 1–0 | 1–2  | 1–2 | 2–2 | 1–1 | —   | 6–1 | 0–2 |
| Skála       | 0–0 | 0–3 | 1–0 | 1–1  | 0–1 | 2–2 | 2–0 | 1–5 | —   | 1–1 |
| Víkingur    | 0–2 | 1–2 | 1–0 | 1–1  | 0–0 | 1–1 | 1–1 | 3–0 | 5–0 | —   |

| Vitória do mandante; Vitória do visitante; Empate. |

|             | AB  | B36 | B68 | EB/S | HB  | ÍF  | KÍ  | NSÍ | SKÁ | VÍK |
| ----------- | --- | --- | --- | ---- | --- | --- | --- | --- | --- | --- |
| AB          | —   | 0–3 | —   | 0–0  | 1–3 | —   | —   | —   | 1–2 | —   |
| B36         | —   | —   | —   | 1–0  | 1–2 | —   | 0–1 | —   | 2–0 | 0–2 |
| B68         | 1–2 | 1–3 | —   | 0–3  | —   | —   | 1–0 | —   | —   | —   |
| EB/Streymur | —   | —   | —   | —    | 0–3 | —   | 2–0 | 0–2 | 3–1 | 1–3 |
| HB          | —   | —   | 3–0 | —    | —   | 2–0 | —   | 3–0 | 2–0 | 2–1 |
| ÍF          | 3–0 | 1–2 | 1–2 | 0–2  | —   | —   | 1–1 | —   | —   | —   |
| KÍ          | 5–1 | —   | —   | —    | 1–0 | —   | —   | —   | 3–0 | 2–4 |
| NSÍ         | 3–1 | 2–3 | 3–1 | —    | —   | 4–2 | 2–0 | —   | —   | —   |
| Skála       | —   | —   | 1–1 | —    | —   | 0–2 | —   | 2–3 | —   | 3–3 |
| Víkingur    | 2–2 | —   | 3–1 | —    | —   | 5–0 | —   | 6–1 | —   | —   |

| Vitória do mandante; Vitória do visitante; Empate. |

## Artilharia
| Pos. | Jogador              | Time        | Gols   |
| ---- | -------------------- | ----------- | ------ |
| 1    | Klæmint Olsen        | NSÍ         | 22 (2) |
| 2    | Finnur Justinussen   | Víkingur    | 19     |
| 3    | Adeshina Lawal       | B36         | 13 (1) |
| 3    | Hans Pauli Samuelsen | EB/Streymur | 13 (5) |
| 4    | Páll Klettskarð      | KÍ          | 12 (1) |
| 4    | Fróði Benjaminsen    | HB          | 12 (1) |
| 5    | Andrew av Fløtum     | HB          | 10     |
| 5    | Arnbjørn Hansen      | EB/Streymur | 10     |
| 5    | Árni Frederiksberg   | NSÍ         | 10     |
| 5    | Súni Olsen           | Víkingur    | 10 (3) |

## Ligações Externas
- Faroe Soccer (em faroês)
- FSF (em faroês)